# Cadena braga
Cadena braga es una telenovela estadounidense grabada en la ciudad de Miami , producida por José Enrique Crousillat y dirigida por Alfonso Rodríguez en el año 1991, en cooperación con Capitalvision International Corporation, para la cadena estadounidense Telemundo. 

## Elenco
- Carmen Carrasco como Julia Hernández
- Carlos Vives como José Antonio Montellano
- Mara Croatto como Sabrinna Valberde
- Carlota Carretero como Eugenia de Montellano
- Adriana Cataño como Nisa
- Xavier Coronel como Rubén
- Richard Douglas como Kike
- Bernadita García Estmester como Lucida
- Karla Hatton como Adelaida
- Robert Marrero como Carlos
- Ricardo Montalbán como Marcel
- Víctor Pujols como Nataliel
- Héctor Álvarez como Alberto
- Leo Lopez como "El Pelado Chavez"

## Producción
- Dirección: Alfonso Rodríguez
- Producción general: José Enrique Crousillat